# Cyanophrys miserabilis
Cyanophrys miserabilis är en fjärilsart som beskrevs av Clench 1946. Cyanophrys miserabilis ingår i släktet Cyanophrys och familjen juvelvingar. Inga underarter finns listade i Catalogue of Life.